# Shlomo Moran
Shlomo Moran, né en 1947, est un informaticien israélien, titulaire de la chaire Bernard Elkin en informatique au Technion (Institut israélien de technologie) à Haïfa, en Israël.
Shlomo Moran obtient un doctorat (Ph.D.) en 1979 au Technion, sous la direction d'Azaria Paz. Sa thèse est intitulée NP Optimization Problems and their Approximation. En 1993 il obtient, conjointement avec László Babai, Shafi Goldwasser, Silvio Micali, et Charles Rackoff, le prix Gödel pour leurs travaux sur les systèmes de preuves interactives et notamment le protocole Arthur-Merlin,
Ses recherches actuelles portent sur les aspects algorithmiques de la bio-informatique, et notamment la phylogénétique, la combinatoire et la théorie des graphes.

## Source
- (en) Cet article est partiellement ou en totalité issu de l’article de Wikipédia en anglais intitulé « Shlomo Moran » (voir la liste des auteurs).